# Pseudodracontium
Pseudodracontium N.E.Br. – rodzaj roślin zielnych, wieloletnich geofitów ryzomowych, należący do rodziny obrazkowatych, liczący 7 gatunków występujących na Półwyspie Indochińskim. Nazwa naukowa rodzaju została utworzona za pomocą pochodzącego z języka greckiego przedrostka ψευδής (pseudos – fałszywy), dodanego do nazwy rodzaju roślin z rodziny obrazkowatych Dracontium i odnosi się do rzekomego podobieństwa obu rodzajów roślin.

## Morfologia
PokrójŚredniej wielkości rośliny zielne.
ŁodygaPodziemna, spłaszczona i kulista, bulwa pędowa.
LiścieRośliny tworzą od jednego do kilku liści właściwych o złożonej blaszce. Wzniesiony ogonek, tworzący u nasady krótką pochwę, rozgałęzia się na trzy pierzastozłożone osie, składające się z kilku listków. Niekiedy na środkowej osi osadzony jest pojedynczy listek, całobrzegi lub falisto wcięty. Użyłkowanie pierwszorzędowe równoległe, niemal proste, schodzące się do żyłki marginesowej.
KwiatyRośliny jednopienne, o kwiatostanie typu kolbiastego pseudancjum. Pochwa kwiatostanu wzniesiona, łódkokształtna, krótko zwinięta u nasady. Kolba siedząca, krótsza od pochwy, z wyrostkiem pokrytym prątniczkami. Wyrostek kolby oddzielony od fragmentu pokrytego kwiatami płodnymi nagą szczeliną. kwiaty męskie, leżące na kolbie bezpośrednio po kwiatach żeńskich, 3-6-pręcikowe, wolne lub niekiedy kolumnowato zrośnięte, luźno położone. Pręciki maczugokształtne. Pylniki jajowate lub niemal okrągłe, otwierające się przez dwa małe, równowąskie, niemal szczytowe szczeliny. Zalążnie ścieśnione, jajowate do kulistych, jednokomorowe, jednozalążkowe. Zalążki anatropowe, powstające z bazalnie położonego łożyska. Szyjki słupka niemal niewidoczne. Znamiona słupka dyskowate.
OwocOwocostan składa się z eliptycznych jagód.
Gatunki podobneOd blisko spokrewnionego rodzaju dziwidło różni się odseparowaniem wyrostka kolby od strefy kwiatów płodnych nagą szczeliną. Rodzaj dziwidło jest parafiletyczny wobec rodzaju Pseudodracontium. Inne źródło podaje, że oba rodzaje stanowią klad monofiletyczny, a rodzaj Pseudodracontium został lub zostanie włączony do Amorphophallus.
GenetykaLiczba chromosomów 2n = 26.

## Systematyka
Rodzaj należy do plemienia Thomsonieae i podrodziny Aroideae z rodziny obrazkowatych.
Gatunki
- Pseudodracontium fallax Serebryanyi
- Pseudodracontium harmandii Engl.
- Pseudodracontium kuznetsovii Serebryanyi
- Pseudodracontium lacourii (Linden & André) N.E.Br.
- Pseudodracontium lanceolatum Serebryanyi
- Pseudodracontium latifolium Serebryanyi
- Pseudodracontium macrophyllum Gagnep. ex Serebryanyi